# Josh Carson
Josh Carson (Ballymena, 3 giugno 1993) è un calciatore nordirlandese, centrocampista del Ballymena Utd.

## Palmarès

### Club

#### Competizioni nazionali
- Campionato nordirlandese: 1

Linfield: 2016-2017
- Irish Cup: 2

Linfield: 2016-2017
Coleraine: 2017-2018
- Irish Football League Cup: 1

Coleraine: 2019-2020